# Instituto Esalen
El Instituto Esalen es un centro situado en Big Sur (California, Estados Unidos) para la educación alternativa de corte humanista y una organización sin fines de lucro dedicada a estudios interdisciplinarios que son generalmente desatendidos o desfavorecidos por el establecimiento académico tradicional. Esalen ofrece más de 500 talleres públicos al año, además de conferencias, programas de trabajo-estudio, iniciativas de investigación y programas de internado. En parte un laboratorio de ideas para una cultura global emergente, en parte un instituto universitario y un laboratorio para prácticas de transformación, y en parte un retiro de restauración, Esalen está dedicada al trabajo exploratorio en humanidades y ciencias que promueve la plena realización de lo que Aldous Huxley llamó el movimiento del potencial humano.
El instituto fue fundado por Michael Murphy y Dick Price en 1962. Esalen pronto fue conocido por su fusión de filosofías occidentales y orientales, sus talleres vivenciales y didácticos, su afluencia de filósofos, psicólogos, artistas y pensadores religiosos.

Esalen Institute existe para promocionar el armónico desarrollo de la persona entera. Es una organización de aprendizaje dedicado a la exploración continua del potencial humano y resiste dogmas religiosos, científicos y de otras clases. Promueve la teoría, práctica, investigación y desarrollo institucional para facilitar la transformación tanto personal como social y, para ese fin, patrocina seminarios para el público en general; conferencias por invitación; programas de investigación; residencia para artistas, estudiosos, científicos y educadores religiosos; programas de trabajo-estudio; y proyectos semi-autónomos.
Michael Murphy, presidente, Esalen Board of Trustees, Esalen Institute Statement of Purpose

Se sitúa en 10.9 hectáreas de costa en Big Sur, en lo que en otro tiempo era territorio de la tribu nativa norteamericana conocida como los esselen. Una característica geológica clave del sitio son sus surgencias de aguas termales. Los terrenos están divididos por el cañón Hot Springs, el cual sirve además de fuente de agua fresca junto a las fuentes hidrotermales subterráneas. La localidad es asimismo un paraje donde las mariposas monarca invernan. Esta localidad californiana se encuentra a unos 72 km al sur del área de Monterey y Carmel.

## Historia

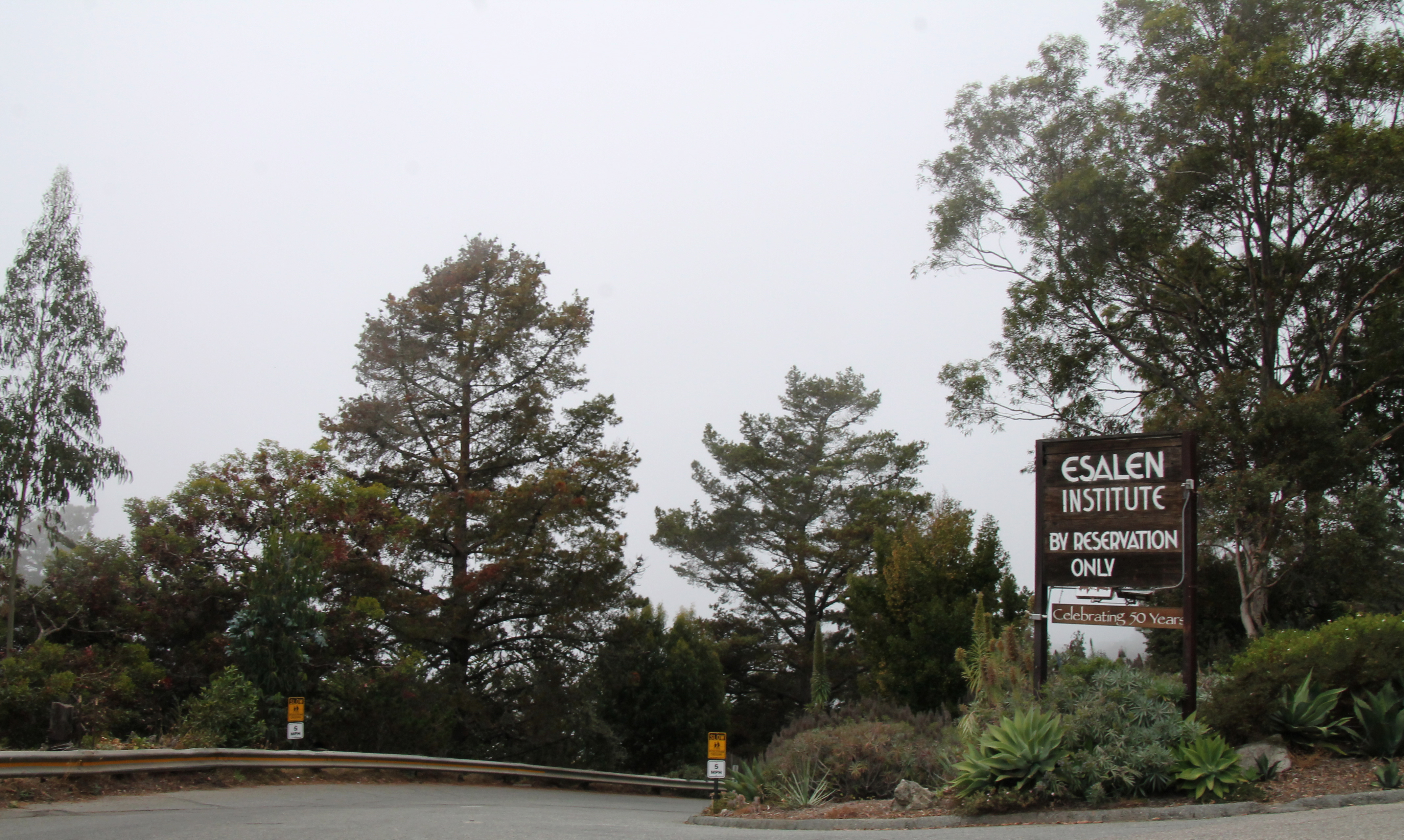
Instituto Esalen

Michael Murphy y Dick Price fueron compañeros en la Universidad de Stanford a fines del decenio del 1940 y principios del decenio de 1950, aunque no llegaron a conocerse sino a partir de la mediación del profesor de religiones comparadas y estudios índicos Frederic Spiegelberg, con quien ambos estudiaron. En esa época, después de irse de Stanford, Price asistió a la Universidad Harvard para continuar estudiando psicología, vivió en San Francisco con Alan Watts y sufrió un episodio psicótico y fue internado. Murphy, por su lado, había ido al ashram de Sri Aurobindo en la India y regresado a San Francisco.
Después de verse, Murphy y Price encontraron mucho en común entre sí y, en 1961, fueron a la propiedad de la familia Murphy en Big Sur. Ambos comenzaron a hacer planes para un foro que estuviese abierto a formas de pensar más allá de las constricciones del pensamiento académico, en tanto que evitar el dogmatismo tan a menudo visto en grupos organizados alrededor de un líder carismático. Imaginaron un laboratorio de experimentación de una amplia gama de filosofías, disciplinas religiosas y técnicas psicológicas. La viuda del abuelo de Murphy, Dr Henry Murphy, Vinnie, que previamente había rehusado arrendar la propiedad ante una petición de Michael, esta vez consintió. Esto, combinado con el capital que Price tenía (su padre había sido vicepresidente ejecutivo en Sears) y una red de apoyo con Spiegelberg, Watts, Aldous y Laura Huxley, Gerald Heard y Gregory Bateson, el experimento pronto despegó.
Joan Báez estaba en residencia en esa época y Henry Miller fue un visitante regular.
Watts dirigió el primer seminario en 1962. En el verano de ese mismo año, Abraham Maslow se encontró con el lugar y pronto se volvió en una importante figura allí. En 1964 Fritz Perls comenzó una residencia de largo plazo en Esalen y se convirtió en una considerable y duradera influencia. Perls dirigió numerosos seminarios de terapia Gestalt en Esalen, además de cursos de entrenamiento de esta terapia junto con Jim Simkin. Asimismo, Dick Price fue uno de los estudiantes más cercanos de Perls durante ese tiempo. Price continuó practicando y enseñando Gestalt en Esalen hasta su propia muerte en accidente de excursionismo en 1985. 
Esalen rápidamente ganó popularidad y pronto llegó a publicar un catálogo de programas. Las instalaciones fueron lo suficientemente grandes para tener varios programas simultáneamente funcionando y la institución comenzó a crear numerosos puestos docentes residentes. Todo ello combinado hizo a Esalen virtualmente un nexo contracultural.
Algunos de sus primeros líderes incluyen a Arnold J. Toynbee, el teólogo Paul Tillich, el doblemente laureado con el premio Nobel Linus Pauling, Carl Rogers, B.F Skinner, Virginia Satir, Buckminster Fuller, Ansel Adams, Michael Harner, Richard Alpert, Timothy Leary, J.B.Rhine y Gia-Fu Feng.
Igualmente, en lugar de dar y recibir conferencias, un número de líderes y participantes empezaron a experimentar con lo que Huxley llamaba las "humanidades no verbales": la educación del cuerpo, los sentidos, las emociones. La intención del nuevo trabajo era sugerir una nueva ética: desarrollar un conciencia (darse cuenta o "awareness") del presente fluir de la experiencia, expresarlo plenamente y con precisión, y obtener retroalimentación. Los talleres vivenciales, que se desarrollaron a partir de esas experiencias, tuvieron buena asistencia e hicieron mucho por formar el curso futuro del instituto.
Esalen fue incorporado como institución sin fines de lucro en 1967.

## Iniciativas y Proyectos
Esalen ha patrocinado proyectos de investigación y apoyo significativos en Big Sur y otras partes. Algunos de estos incluyen:

### Programa de Intercambios Soviético-Estadounidenses del Instituto Esalen
Fue establecido en 1979 para crear alternativas a relaciones de adversario entre naciones y motivar una comprensión más amplia de las relaciones humanas y el potencial humano. Algunos puntos sobresalientes de este proyecto: 
en una conferencia en 1981, Joseph Montville acuñó el término "track-two diplomacy" ("diplomacia de segunda pista") para referirse a iniciativas de sector privado entre soviéticos y estadounidenses que suplementan canales diplomáticos formales.
En 1982 fue pionero del primer "puente espacial", permitiendo a ciudadanos soviéticos y estadounidenses hablar directamente los unos con los otros vía comunicación satelital. Estos "puentes espaciales" inspiraron otras teleconferencias satelitales entre los dos grupos, incluyendo una teleconferencia en curso entre el Soviet Supremo y el Congreso de los Estados Unidos.

### Proyecto de Investigación sobre la Esquizofrenia
Fue conducido por más de tres años con 127 esquizofrénicos varones jóvenes en el hospital estatal Agnews en San José de California.
Este programa, copatrocinado por el Departamento de Higiene Mental del Estado de California y el Instituto Nacional de Salud Mental (NIMH) de EE. UU., exploró la tesis de que la salud de ciertos pacientes mejorará si su enfermedad no es interrumpida con farmacoterapia antipsicótica.